# Слов'янка (Нанайський район)
Слов'янка (рос. Славянка) — село у складі Нанайського району Хабаровського краю, Росія. Входить до складу Лідогинського сільського поселення.

## Населення
Населення — 98 осіб (2010; 121 у 2002).
Національний склад (станом на 2002 рік):
- росіяни — 88 %